# IBM Personal Computer
L'IBM Personal Computer (més conegut com a IBM PC, Ordinador Personal d'IBM en català) és l'ordinador original (i el percussor) de la plataforma de maquinari IBM PC compatible. És el model 5150, presentat el 12 d'agost de 1981. L'equip va ser creat per un equip d'enginyers i dissenyadors sota la direcció de Don Estridge de la IBM Entry Systems Division de Boca Raton, Florida. El terme «personal computer» era comú abans del 1981 i era usat a principis del 1972 per caracteritzar l'Alto del Xerox PARC. No obstant això, degut a l'èxit de l'IBM PC, aquest terme s'ha emprat en forma genèrica per parlar d'ordinadors compatibles amb IBM. Deixà d'oferir-se a partir del 2 d'abril de 1987.
El PC original era un intent d'IBM per entrar al mercat d'ordinadors de gamma baixa dominat pels Commodore PET, família Atari de 8 bits, Apple II, el TRS-80 de Tandy Corporation i diferents màquines CP/M. El primer ordinador de sobretaula d'IBM va ser l'any 1975 amb l'IBM 5100, però el seu preu era alt en comparació als seus rivals.
En comptes d'usar el sistema habitual de disseny d'IBM, un equip especial (format per 12 persones, encapçalat per Don Estridge i dirigit pel científic Larry Potter) va crear un equip per ser introduït al mercat de forma ràpida. Aquest projecte va rebre el nom de Project Chess. En 1 any el van crear; en la construcció d'aquest es van emprar parts de OEM. Després, van decidir d'obrir l'arquitectura perquè d'altres fabricants poguessin fabricar i vendre perifèrics i software compatible. Cal dir que IBM va vendre l'IBM PC Technical Reference Manual amb una llista del codi font de la ROM BIOS.
En aquell temps Don Estridge i el seu equip van considerar d'usar el processador IBM 801 i el sistema operatiu que havien estat dissenyant en el laboratori de recerca d'IBM a Yorktown Heights, Nova York. De fet, era més potent que el Intel 8088 i el sistema operatiu era més avançat que l'MS-DOS. La familiaritat d'IBM amb aquests xips i la disponibilitat del 8088 van ser claus; inclús el bus d'expansió era dissenyat per ser semblant al Datamaster. Retards causats pel desenvolupament del software Datamaster van influenciar en l'equip per accelerar el procés de creació del PC, publicant informació tècnica per atreure a tercers.
Altres fabricants van recórrer a l'enginyeria inversa en la BIOS per crear les seves pròpies còpies. Columbia Data Products va introduir el primer ordinador IBM-PC compatible el Juny de 1982. Al Novembre de 1982 Compaq Computer Corporation anuncia el Compaq Portable, el primer ordinador portable IBM-PC compatible; els primers models van ser venuts el Març de 1983.
Un cop l'IBM PC esdevé un èxit comercial el PC torna al típic control d'IBM, amb el resultat que els competidors van tenir alguns problemes per intentar atrapar-lo (en aquest cas, la típica "racionalització" dels seus productes -amb restriccions deliberades de potència dels equips barats amb l'objectiu de prevenir qualsevol "intent de canibalisme" dels beneficis d'equips de preus més cars- va actuar contra IBM).

## Distribució per tercers
Executius de Sears i Computerland van estar immersos amb l'equip de l'IBM-PC. En particular, H.L. Sparks "Sparky" que estava a càrrec de vendes i màrqueting tenia molta experiència en el mercat. De fet, el primer seria molt útil pels centres de computació, però particularment el segon, que ja tenia 190 tendes. Per IBM això significava una ràpida distribució del seu producte. No obstant això, Sears Roebuck va fallar en les expectacions que s'esperava d'ella quan l'IBM-PC va ser més venut al mercat d'oficines que no pas al domèstic.
L'ús d'empreses externes ("thrid parties" en terminologia IBM) per vendre productes d'IBM no es va aturar només al PC; la majoria de negocis d'aquesta empresa es van incrementar. La manera de gestionar aquestes xifres de nous compradors va ser en el segment dels "retailers" (tècnica que ja havien emprat els fabricants d'automòbils per exemple). De fet, a finals dels anys 1990, es venien més PC a nivell mundial que cotxes o inclús televisors.

## Models
En la primera generació d'ordinadors personals (PC), IBM va anomenar-los de la següent manera:
- IBM PC 5150
- IBM PC-XT 5160
- IBM PC-AT 5170
- IBM Convertible
- IBM Portable
- IBM PCjr

El primer model tenia una versió del Microsoft BASIC -IBM Cassette BASIC- en la ROM. L'adaptador gràfic CGA podia usar-se com un televisor a efectes de mostrar imatge; l'altra opció oferta per IBM era el MDA, juntament amb una pantalla monocromàtica en el model 5151. El perifèric d'emmagatzematge per defecte era la cinta de cassette. Una unitat de disquet es va oferir en opció. No hi havia opció per unitats amb disc dur equipat de fàbrica. Tenia disponibles 5 slot; 256 Kb era la memòria màxima disponible (64 kb la de sèrie+3 de 64 kb). El processador era un Intel 8088 (la primera versió del 1978. Posteriorment, eren versions del 1978, 1981 i 1982; a partir de 1983 s'afegeix a AMD) a 4,77 MHz el qual podia ser substituït per un NEC V20; el co-processador Intel 8087 podia ser afegit per incrementar la potència de càlcul. IBM el va vendre en configuracions de 16 o 64 kb de RAM, usant 9 o 36 xips de memòria DRAM de 16 Kbit (era freqüent afegir 1 xip de més per verificar la paritat de la memòria). El Expansion Chassis del IBM 5161 va ser ofert eventualment per permetre majors targetes d'expansió.
Tot i tenir targeta gràfica compatible amb la televisor, port de cassette, la certificació de Class B de la FCC, l'IBM PC era destinat per al mercat domèstic certament era massa car: un equip amb 64 kb RAM i una unitat de 5 1/4 de disquets costava 3000 dòlars. Va tenir un ampli èxit en el mercat empresarial.
Posteriorment la memòria va ser ampliable a 640 kb amb l'IBM PC XT de Març de 1983. Aquest ja incloïa 8 ports ISA, disc dur de 10 Mb i 1 disquetera de 5 1/4 capaç de llegir discs de 360 kb.
En 1984, IBM va demanar a Sierra que produís un joc que demostrés les capacitats gràfiques dels seus nous IBM PCjr respecte els models que suportaven targetes CGA, establint un estàndard amb King's Quest. L'agost de 1984 apareix l'IBM Personal Computer/AT, que equipava el processador Intel 286 amb una memòria RAM ampliable a 15 Mb, i 

## Programari

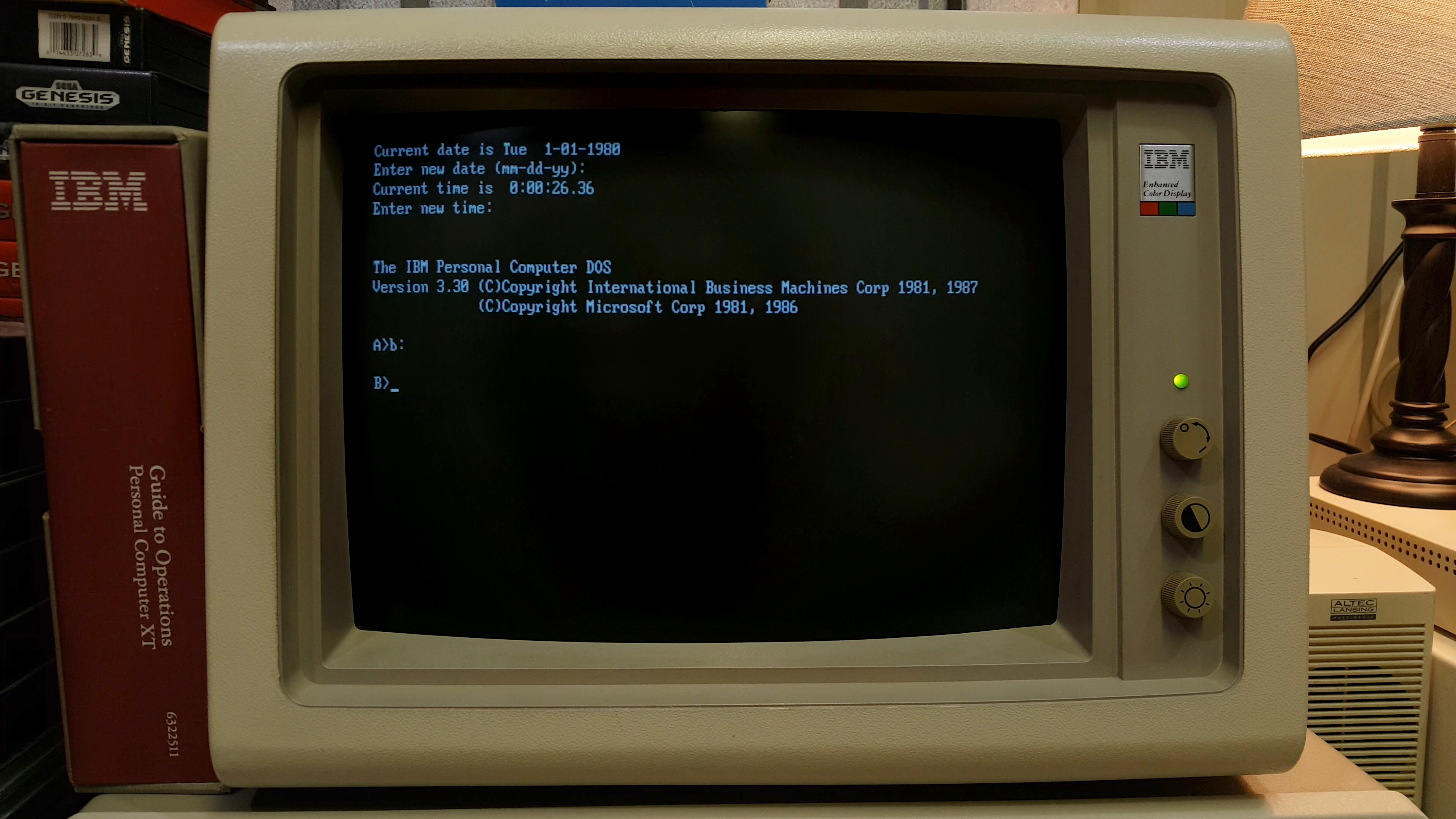
PC-DOS 3.30 corrent a un IBM PC

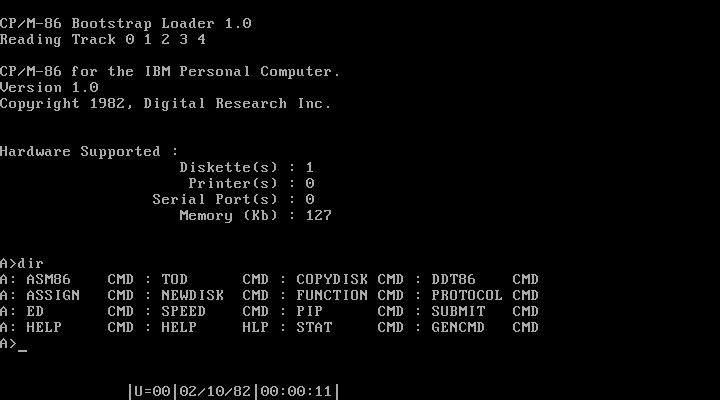
Digital Research CP/M-86 Versió 1.0 per l'IBM PC

IBM inicialment va anunciar l'intent de donar suport a diversos sistemes operatius: CP/M-86, UCSD p-System, y un producte fet a la casa IBM PC-DOS, desenvolupat per Microsoft. A la pràctica, la intenció de IBM és que el mercat se centrés principalment en fer servir PC-DOS, CP/M-86 no va estar disponible durant 6 mesos després del llençament del PC i va rebre molt poces comandes una vegada va aparéixer, i tampoc p-System estava disponible al llenáment. PC DOS es va establir ràpidament com el SO estàndard pel PC i es va mantenir com a estàndard durant vora una década amb la variant MS-DOS comercialitzada per Microsoft.
El PC portava BASIC a la ROM, una funcionalitat habitual dels computadors personals dels 1980s. La ROM BASIC suportava el interface de cassette però la PC DOS no la suportava limitant l'ús d'aquesta interface només a BASIC.
La versió 1.00 PC DOS suportava només 160 kB discs flexibles d'una cara, però la versió 1.1, que va ser llençada nou mesos després de la introducció dels PCs, suportava discs flexibles d'una cara 160 kB i discs flexibles de doble cara 320 kB. El suport pels nou sectors per track 80 kB i 360 format kb (una miqueta més gran) fou afegit el març del 1983.
El software de tercers va créixer ràpidament i, en el termini d'un any, la plataforma PC disposava d'un gran ventall de títols per qualsevol funcionalitat que hom necessités.
| Nom         | Model #  | Presentat | CPU   | Caràcters |
| ----------- | -------- | --------- | ----- | --- |
| PC          | 5150     | Ago 1981  | 8088  | Unitat de disquet |
| XT          | 5160     | Mar 1983  | 8088  | Primer IBM PC amb disc dur |
| XT/370      | 5160/588 | Oct 1983  | 8088  | Emulació de l'ordinador central System/370 |
| 3270 PC     | 5271     | Oct 1983  | 8088  | Amb emulador de 3270 terminal |
| PCjr        | 4860     | Nov 1983  | 8088  | Equip domèstic amb unitat de disquet |
| PC Portable | 5155     | Feb 1984  | 8088  | Portàtil amb unitat de disquet |
| AT          | 5170     | Ago 1984  | 80286 | Equip de velocitat mitja amb disc dur |
| Convertible | 5140     | Abr 1986  | 8088  | Ordinador portàtil amb microfloppy |
| XT 286      | 5162     | Set 1986  | 80286 | Disc dur lent, però sense retard (wait state) entre la memòria i la placa base. El processador de 6 Mhz era més ràpid que el de 8 Mhz dels AT (quan usen planar memory) perquè no hi ha retards (wait state). |